# Bździochowe Korycisko

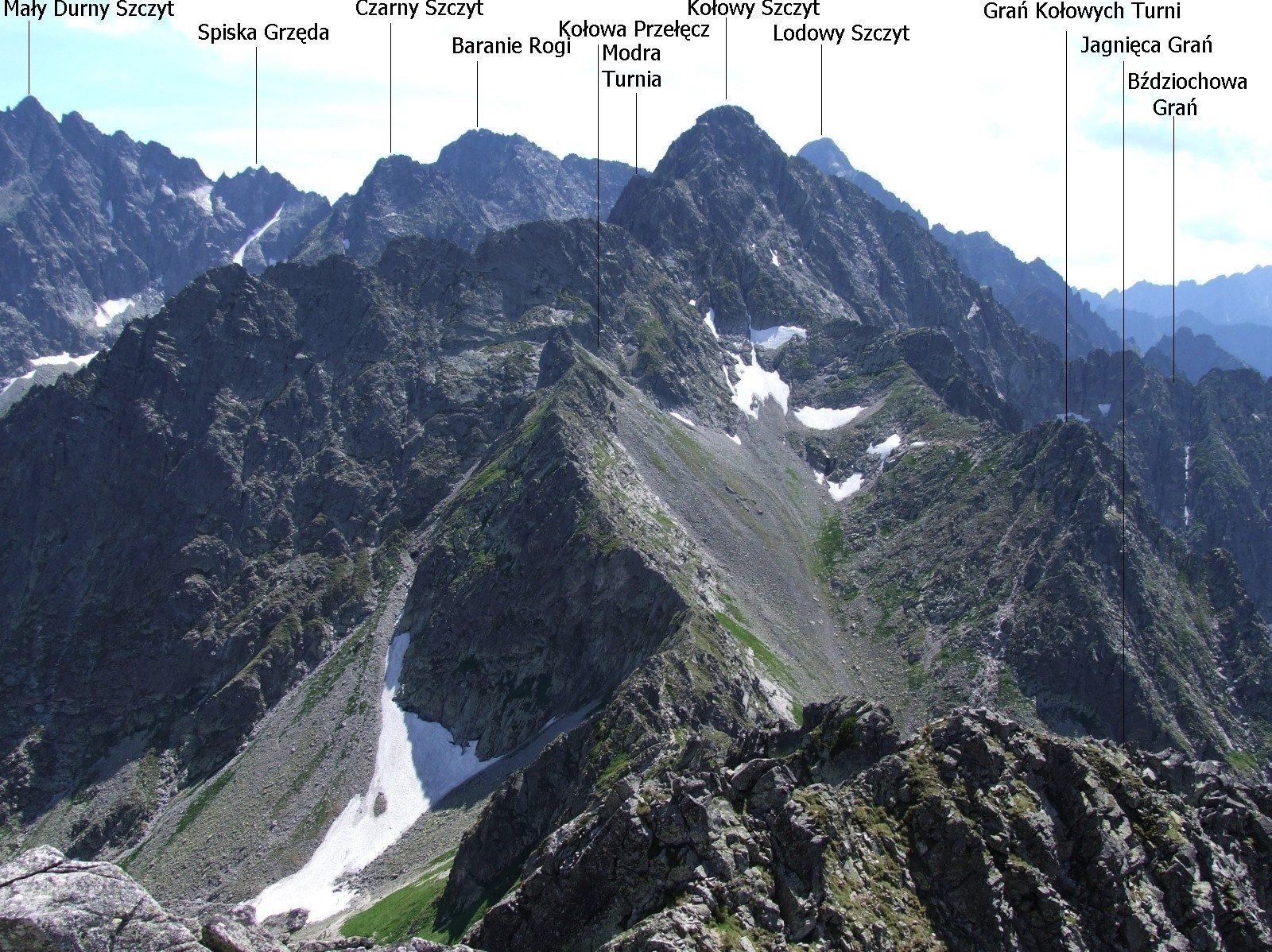
Górna część Bździochowego Koryciska. Widok z Jagnięcego Szczytu

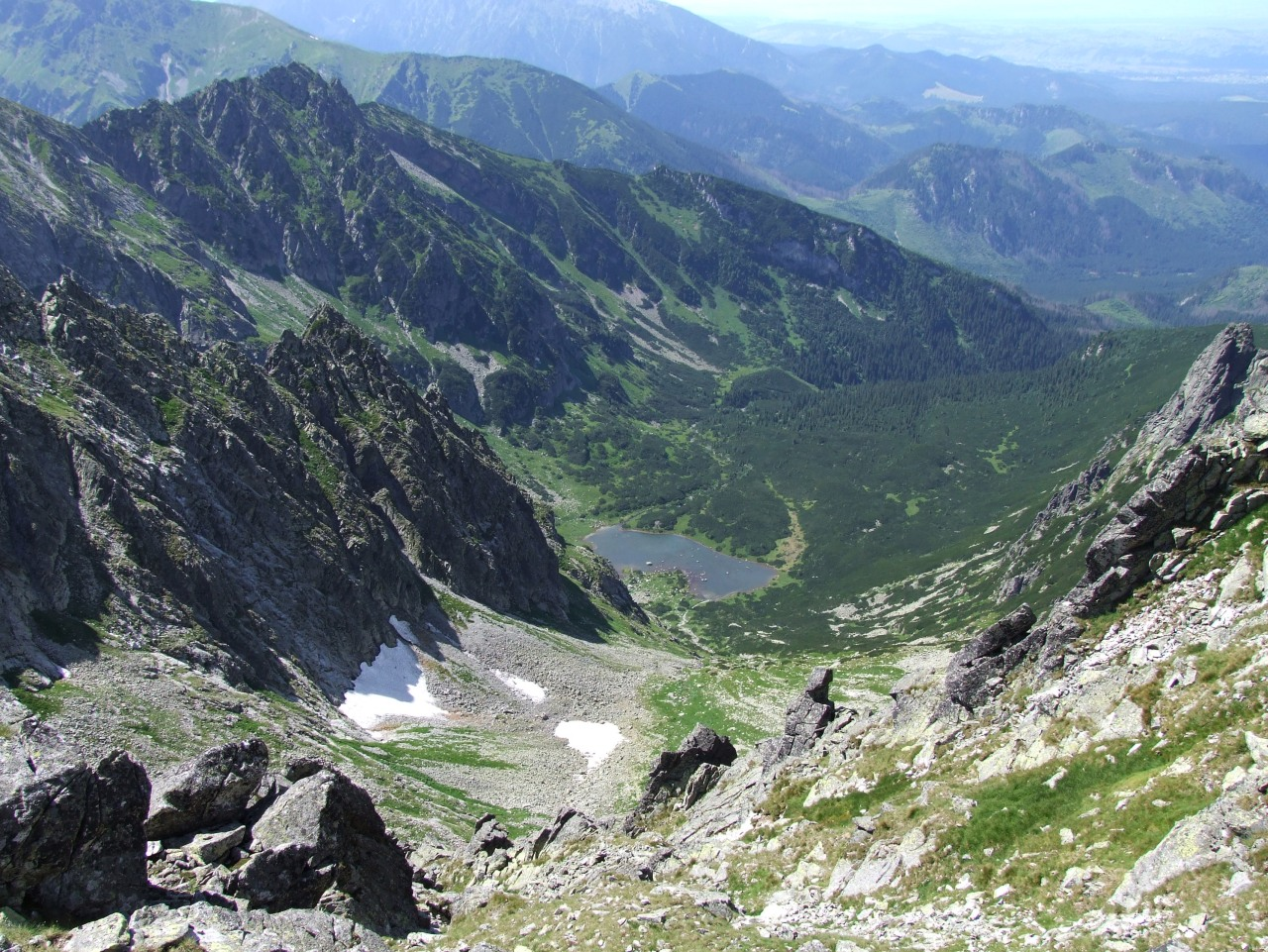
Dolna część Bździochowego Koryciska i Kołowy Staw

Bździochowe Korycisko (słow. Kotlinka pod Kolovým sedlom), czasami nazywane również Kotlinką pod Kołową Przełęczą lub Kotlinką pod Kołowym Szczytem – górna, orograficznie prawa (wschodnia) odnoga Doliny Kołowej w słowackich Tatrach Wysokich. Ciągnie się od Kołowego Stawu (1565 m), początkowo w południowo-wschodnim kierunku, następnie łukiem zakręca w południowym kierunku i dochodzi aż pod Modrą Ławkę (2266 m). Jest bardzo stroma. Jej boczne obramowanie stanowią: Jagnięca Grań, Grań Townsona (południowo-wschodnia grań Jagnięcego Szczytu) i krótka Kołowa Grań. Po drugiej stronie tej grani znajduje się druga, lewa odnoga Doliny Kołowej – Bździochowa Kotlina.
Polska nazwa doliny pochodzi zapewne od nazwiska. Jej stoki są kamieniste, a dno zawalone jest piargami, które tylko w okolicy Kołowego Stawu porośnięte są kosówką. Jest niedostępna turystycznie, cały ten rejon stanowi obszar ochrony ścisłej TANAP-u. Dobrze widoczna jest z żółtego szlaku turystycznego prowadzącego od Zielonego Stawu Kieżmarskiego na Jagnięcy Szczyt.